# Field Songs
Field Songs é uma álbum do músico Mark Lanegan, lançado em 2001 pela gravadora Beggars Banquet.
Os dois instrumentistas que mais contribuíram com o álbum foram Mike Johnson e Ben Shepherd. O álbum conta também com a participação de Duff McKagan do Velvet Revolver (ex-Guns N' Roses) e a ex-esposa de Lanegan, Wendy Rae Fowler.
O álbum representa uma evolução para o cantor.  Enquanto mantém a atmosfera acústica de seus trabalhos anteriores, Field Songs incorpora influências do oriente médio ("No Easy Action"), bem como experimentações musicais ("Miracle," "Blues For D") que acabaram sendo comparadas à musicalidade de Tom Waits. A voz grave e inebriante  em "Don't Forget Me" e "Fix" é balanceada com um toque mais delicado em "Kimiko's Dream House" e "Pill Hill Serenade," que pode ser a canção mais triste já escrita por Lanegan.  
"Blues For D" foi co-escrita po Lanegan e o baixista do Soundgarden Ben Shepherd.
Chris Goss canta em "She Done too Much."

## Faixas
1. "One Way Street" - 4:18
2. "No Easy Action" - 4:01 (com Wendy Rae Fowler)
3. "Miracle" - 1:58
4. "Pill Hill Serenade" - 3:27
5. "Don't Forget Me" - 3:13
6. "Kimiko's Dream House" - (Jeffrey Lee Pierce) 5:26
7. "Resurrection Song" - 3:33
8. "Field Song" - 2:19
9. "Low" - 3:13
10. "Blues for D" (Ben Shepherd)- 3:36
11. "She Done Too Much" - 1:28
12. "Fix" - 5:47 (com Duff McKagan)

## Equipe
- John Agnello - Gravador, Vocais, Masterização, Mixagem
- Mark Boquist - Bateria
- Allen Davis - Guitarra (Acústica), Baixo
- Martin Feveyear - Órgão (Hammond), Gravador, Vocais, Masterização, Mixagem
- Chris Goss - Sintetizador, Vocais
- Mark Hoyt - Vocais
- Mike Johnson - Guitarra, Backing Vocal
- Mark Lanegan - Guitarra, Vocais
- Marek - Piano
- Duff McKagan - Bateria, Piano eletrônico
- Brett Netson - Guitarra (Acústica)
- Keni Richards - Piano, Bateria, Mellotron
- Bill Rieflin - Bateria
- Ben Shepherd - Guitarra (Acústica), Baixo, Piano, Guitarra (Elétrica), Vocais, Guitarra havaiana
- Chris Strother - Fotografia